# Marsdenia amylacea
Marsdenia amylacea là một loài thực vật có hoa trong họ La bố ma. Loài này được (Barb. Rodr.) Malme mô tả khoa học đầu tiên năm 1936.